# 2360 Volgo-Don
2360 Volgo-Don је астероид главног астероидног појаса чија средња удаљеност од Сунца износи 2,673 астрономских јединица (АЈ).
Апсолутна магнитуда астероида је 12,4.